# Tumblr
Tumblr (стилізовано як tumblr, вимовляється як «tumbler (/tʌmblɚ/)») — сервіс мікроблогів і соціальна мережа, що дозволяє користувачам публікувати текстові повідомлення, зображення, відеоролики, посилання, цитати та аудіозаписи у своєму блозі.

## Можливості
Зареєструвавшись на Tumblr, користувач може вести кілька мікроблогів одночасно. Надається змога публікувати текстові дописи, зображення, відео, аудіо, посилання на інші вебсайти, цитати з різних джерел, а також вести публічний чат. Можливо публікувати дописи відкладено, вказавши бажану дату публікації, розставляти хештеги. Tumblr підтримує 18 мов (української немає в переліку).
Користувач може підписуватися на інші блоги, дописи з яких з'являються в його «стрічці» новин. Кожен допис можна вподобати, зробити його репост у власний блог, та прокоментувати. В блогах можуть розміщуватися інформація про власника, архів публікацій, опитування. Блоги підтримують теми оформлення, що змінюють як їх зовнішній вигляд (фон, шрифти), так і розташування елементів. Існують безоплатні та платні теми. Користувачі здатні створювати власні. Власник має змогу переглядати статистику відвідуваності, бачити хто і скільки разів вподобав або поширив його матеріали.
Існує можливість обмінюватися приватними повідомленнями та вести приватний чат.

## Історія
Девід Карп заснував Tumblr 2007 року. Його партнером став Марко Армент — головний розробник. Невдовзі близько 75 тис. блогерів прийшли на платформу Tumblr — відтоді їх число тільки зростало. 2009 року з'явився застосунок Tumblr для iPhone, а 2010 року — для смартфонів BlackBerry.
18 травня 2013 року корпорація Yahoo! анонсувала придбання Tumblr за $1,1 млрд без зміни структури компанії. До того ж Yahoo! пообіцяла, що не заборонить NSFW-контент, що його користувачі Tumblr можуть публікувати не боячись бути заблокованими.
13 червня 2017 року компанія Verizon Communications придбала Yahoo!, оголосивши Yahoo! й Tumblr частиною своєї дочірньої компанії Oath_Inc.. У листопаді 2017 року Карп оголосив, що покине Tumblr до кінця року. Джефф Д'Онофріо, президент і головний операційний директор Tumblr, очолив компанію.
На кінець 2018 року в Tumblr було зареєстровано понад 450 млн блогів, які містять понад 160 млрд дописів. Щодня на сервісі з'являлося близько 22 млн дописів.
Від 17 грудня 2018 року було змінено політику сайту щодо блогів дописів, у яких міститься зображення статевого акту, статевих органів і оголеного тіла. Вони приховуються від усіх, крім власника блогу чи автора допису. Виняток становлять зображення, пов'язані з медициною, та еротичний вміст текстів, новин, а також творів мистецтва.
У березні 2019 року SimilarWeb підрахував, що Tumblr втратив 30% користувацького трафіку з грудня 2018 року. У травні 2019 року повідомлялося, що Verizon розглядає можливість продажу сайту. Після цієї новини віцепрезидент Pornhub публічно висловив зацікавленість у придбанні Tumblr, пообіцявши відновити попередню політику щодо вмісту для дорослих.
12 серпня 2019 року Verizon Media оголосила, що продасть Tumblr Automattic, оператору служби блогів WordPress. Сума продажу не була розголошена, але Axios повідомила, що ціна продажу становила менше $3 млн доларів, що менше, ніж 1/100 від ціни, за яку Yahoo! придбала Tumblr. Генеральний директор Automattic Метт Мулленвеґ заявив, що сайт працюватиме як додатковий сервіс WordPress.
У листопаді 2022 року Мулленвеґ повідомив про додавання в Tumblr підтримки децентралізованого протоколу соціальних мереж ActivityPub. Наступного місяця Tumblr запустив стримінговий сервіс під назвою Tumblr Live, адаптовану версію Livebox від компанії Meet Group. У листопаді 2023 року більшість груп розробки продуктів і маркетингу Tumblr перейшли до інших груп у Automattic. Мулленвеґ анонсував, що подальші зміни будуть спрямовані на оптимізацію наявних функцій. У 2024 році Tumblr оголосив, що з 24 січня припиняє роботу Tumblr Live, а користувачам буде запропоновано перейти на MeetMe.